# Vogt
Pour les articles homonymes, voir Vogt (homonymie).
Vogt (du v.h.all. fogā̌t, tiré du lat. médiév. vocātus, aphérèse d’advocātus ; dit aussi Voigt ou Voight ou Landvoigt ou Fauth ; pluriel : Vögte ; néerlandais : voogd ; danois : foged ; polonais : wójt ; français : avoué) dans le Saint-Empire romain germanique était un titre d'intendant, d'avoué ou de suzerain (généralement de la noblesse) exerçant une tutelle, une protection militaire ou la  justice séculière (Blutgericht) dans un certain territoire. Le territoire sous la responsabilité du Vogt était appelé Vogtei.

## Empire franc
Le rang social et le degré de responsabilité des personnes portant ce titre étaient très variables, du plus humble, équivalent du reeve anglais ou du bailli, au plus élevé.
À son plus haut rang social, le titre de Vogt est souvent tenu par des nobles ou des familles princières en relation avec des territoires ecclésiastiques, une position que ces familles exploitaient souvent à leur propre avantage.
Le concept de Vogt est souvent lié à l'idée de munt en vieux haut-allemand, ou de  gardien, mais faisait aussi référence à des idées de défense physique ou de représentation légale.

## Saint-Empire romain germanique
Dans les monastères privés ou familiaux, le propriétaire en personne tenait souvent le rôle de Vogt, le gardant fréquemment après la réforme de la propriété.
En Suisse, Vogt, ou Landvogtei, est un titre de l'ancienne confédération suisse hérité du système féodal du Saint-Empire romain germanique et qui correspond à un reeve anglais.

## France et Angleterre médiévales
Le reeve anglais avait une fonction proche de celle de Vogt au niveau du village et, dans un contexte différent, les rôles de sheriff, bailiff, seneschal et de castellan incluaient des éléments similaires au début du Moyen Âge (avant la conquête normande) puis il  désigne plus souvent le régisseur d'un fief. En France, le rôle de ministérial connaît la même évolution. On parle de vidame dans le cas d'une seigneurie ecclésiastique. Les traductions sont à considérer selon l'époque étudiée mais ministérial  est généralement le plus approprié. Cependant vidame, bailli, sénéchal, avocat ou seigneur protecteur peuvent convenir dans des cas précis.